# Zapus princeps
Zapus princeps (Запода західний) — вид ссавців з надряду гризунів родини стрибакові (Dipodidae).

## Поширення
Країни поширення: Канада (Альберта, Британська Колумбія, Манітоба, Саскачеван, Юкон), США (Аляска, Каліфорнія, Колорадо, Айдахо, Монтана, Невада, Нью-Мексико, Північна Дакота, Орегон, Південна Дакота - можливо вимерли, Юта, Вашингтон, Вайомінг). Населяє гірські луки, зарості з вільхи, осики або верби і прибережні райони.

## Життя
Нічний вид. На початку весни в раціоні домінують гриби і комахи, поступившись зерну влітку. Підвищений рівень споживання насіння дозволяє наростити жирові запаси, які підтримують тварину в період сплячки, який може тривати до 280 днів. Хижаки: Lynx rufus, Mustela, Mephitidae, Procyon lotor, змії та хижі птахи.
Розмноження відбувається на початку весни, самиця має один приплід з 2-8 дитинчатами. Вагітність триває 18 днів. Діти народжуються сліпі й голі. Лактація триває від 28 до 35 днів. Тривалість життя 3—4 роки.

## Морфологічні особливості
Загальна довжина: 209—274 мм, хвіст 122—176 мм, задні ступні 27—35 мм, вуха 10-18 мм, вага 17.5—37.5 гр, вага новонароджених 0.7—0.9 гр. Зубна формула: 1/1, 0/0, 1/0, 3/3, загалом 18 зубів.
Широка, від оливково-коричневого до коричневого кольору смуга йде вздовж спини від носа до хвоста. Боки від світлішого оливково-коричневого до сіро-коричневого кольору, зазвичай з домішками жовтого чи оранжевого волосся. Низ, від блідо-оранжевого до жовтого кольору. Хвіст довший ніж голова й тулуб і темний зверху, а світлий знизу. Лапи рожевувато-білі. Часто сидить на довгих задніх ступнях, маніпулюючи їжею передніми лапами.